# Michalis
Michalis (Μιχάλης) est un prénom masculin présent dans la langue grecque, il a la même origine que Michel en français.
Ce prénom est notamment utilisé comme prénom ou patronyme:

## Personnalités

### Prénom Michalis
- Michalis Bakatselos, Personnalité européenne
- Michális Chatzigiánnis, chanteur chypriote grec
- Michális Konstantínou, footballeur chypriote
- Michális Attalídis, homme d'État chypriote
- Michális Chryssohoïdis, ministre grec